# دریاچه کاراگول
دریاچه کاراگول (ترکی استانبولی: Karagöl Gölü) یک دریاچه در استان تونجلی کشور ترکیه است.